# Adrianne Lenker
Adrianne Elizabeth Lenker (Indianapolis, 9 juli 1991) is een Amerikaanse muzikante, vooral bekend als de leadzangeres van Big Thief.

## Vroege jeugd
Lenker werd geboren in Indianapolis (Indiana) en werd daar tot haar zesde opgevoed in een christelijke sekte, maar ze groeide vervolgens op in Minnesota. Haar ouders huurden huizen in Coon Rapids, Nisswa en Bloomington (Minnesota), voordat ze zich in Plymouth (Massachusetts) vestigden, waar Lenker 10 jaar heeft gewoond. Lenker schreef haar eerste lied toen zij acht was, en nam op haar 13e haar eerste muziekalbum op.